# Eugeniusz Krasuski

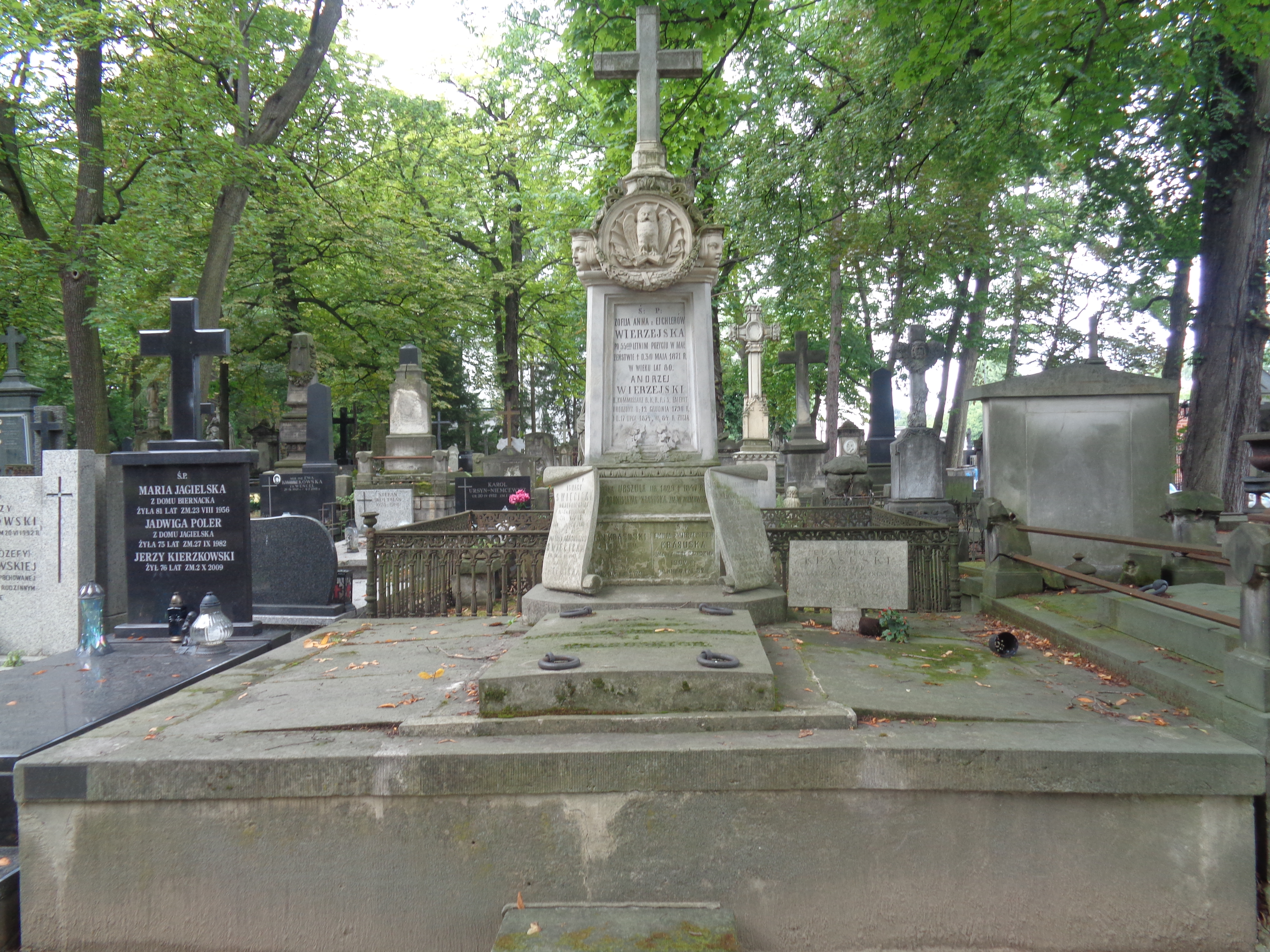
Grób Eugeniusza Krasuskiego na Cmentarzu Powązkowskim

Eugeniusz Krasuski, właśc. Eugeniusz Jan Marceli Krasuski (ur. 22 kwietnia 1878 w Mińsku Mazowieckim, zm. 27 stycznia 1944) – inżynier chemik, działacz społeczny i polityczny, członek Rady Stanu i rady miejskiej w Łodzi, pamiętnikarz.

## Życiorys
Krasuski odbył studia w Chemnitz i Miluzie zdobywając tytuł inżyniera. W 1902 rozpoczął pracę w fabryce Ludwika Grohmana jako chemik. Następnie był długoletnim dyrektorem zakładów K. Scheiblera i L. Grohmana zastępując na stanowisku Henryka Grohmana. W 1906 zaangażował się w działalność publicystyczną, publikując m.in. Zagadnienia Kultury (Warszawa 1913), O Brzozowskiego „Głosach wśród nocy” (Warszawa 1914).
Działał również w sekcji technicznej Łódzkiego Towarzystwa Popierania Rosyjskiego Przemysłu i Handlu, którego w latach 1903–1905 był przewodniczącym. W 1909 był inicjatorem i członkiem zarządu powołania Stowarzyszenia Techników w Łodzi, m.in. z jego inicjatywy w stowarzyszeniu w 1910 utworzono Koło Chemików. W 1916 był zaangażowany w organizację biblioteki publicznej w Łodzi – został zastępcą dyrektora Towarzystwa Biblioteki Publicznej w Łodzi – Seweryna Sterlinga.
Podczas I wojny światowej rozwinął działalność polityczną jako zwolennik Koła Międzypartyjnego oraz pełnił funkcję sekretarza w Komitecie Obywatelskim utworzonym po ewakuacji rosyjskiej administracji, w celu zarządzania Łodzią. W styczniu 1917 został radnym Rady Miejskiej w Łodzi z ramienia Polskiego Komitetu Wyborczego wraz z Leopoldem Skulskim. W ramach działalności w radzie był głównym inicjatorem powstania Wydziału Statystycznego przy Zarządzie Miejskim w Łodzi, utworzonym 1 stycznia 1918, a następnie również jego członkiem. W 1917 był zaangażowany w powstanie Związku Miast Królestwa Polskiego. Podczas wojny pisał autorski pamiętnik opisujący działania wojenne w Łodzi i okolicach, które częściowo został opublikowany przez Mieczysława Hertza. W 1918 został wybrany do Rady Stanu Królestwa Polskiego, w której pełnił funkcję sekretarza, w tym samym roku zaangażował się w działalność Zjednoczenia Narodowego, którego był jednym z przywódców.
W 1939 uczestniczył w organizacji Komitetu Obywatelskiego, utworzonego w związku z ewakuacją władz miejskich i oczekiwaniem na wkroczenie Niemców do Łodzi, m.in. wraz z ks. bp. Kazimierzem Tomczakiem, Zygmuntem Lorentzem. Pełnił funkcję jednego z sekretarzy komitetu.

## Życie prywatne
Eugeniusz Krasuski w 1903 ożenił się w Łodzi z Jadwigą z d. Wścieklica, córką fabrykanta Władysława Wścieklicy i jego żony Marii Magdaleny. Małżeństwo miało troje dzieci: Annę Marię Mieszkowską (1908–1994), żonę oficera Stanisława Mieszkowskiego (1903–1952), Stefana Eugeniusza Krasuskiego (1904–1987), męża Wandy Krasuskiej (1905–1994) i Janinę Jadwigę Jabłkowską (1905–1984), żonę Tomasza Jabłkowskiego (1903–1939).
Pochowany został na Starych Powązkach w Warszawie (kw. 3, rz. 1, m. 5, 6, 7).

## Publikacje
- Przemysł bawełniany w Polsce powojennej (1935)[19]